# أغواطيم
أغواطيم (بالفرنسية: Aghouatim)‏ هي جماعة قروية أمازيغية تابعة لإقليم الحوز في جهة مراكش أسفي بالمغرب وتنتمي لقيادة تحناوت.

## الجغرافيا
تقع أغواطيم في شمال إقليم الحوز على بعد 15 كلم جنوب مدينة مراكش على سفح جبال الأطلس الكبير وتبلغ مساحتها حوالي 288 كلم² وتتكون من 92 دوار وهي محاطة ب :
- جماعة تمصلوحت، تسلطانت، سيدي عبد الله غيات من الشمال
- جماعة اغمات، أوريكة، سيدي عبد الله غيات من الشرق
- جماعة أسني، مولاي ابراهيم من الجنوب
- جماعة مولاي ابراهيم، تمصلوحت من الغرب

وذلك كما تبين هذه الخطاطة :

## التاريخ
لقد تم تأسيس جماعة أغواطيم سنة 2008

## الديموغرافيا
وصل عدد سكان هذه الجماعة حسب إحصائيات 2004 إلى 21.211 وقت عرف تطورا حيث بلغ سنة 2014 أكثر من 23.707 نسمة.